# Вулиця Багалія (Харків)
Ву́лиця Багалі́я — вулиця у Київському районі Харкова. Починається від вулиці Григорія Сковороди і йде на південний схід до вулиці Кирпичова.

## Історія й назва

Будинок № 9. Меморіальна дошка Дмитру Багалію

Вулиця виникла у другій половині ХІХ століття. Спочатку мала назву «Бисерівська» — за прізвищем купця Ф. О. Бисерова — власника земельних ділянок по цій вулиці. З 1890-х років — Технологічна вулиця — за розташуванням Технологічного практичного інституту (нині ХПІ).
У 1928 р. вулиці було присвоєне ім'я Фрунзе.
До останнього перейменування вулиця мала форму букви «Г». 20 листопада 2015 р. згідно із законами про декомунізацію прямий відрізок вулиці (буд. № 1-20) отримав ім'я Дмитра Багалія, видатного українського історика, академіка Української Академії Наук.

## Будинки

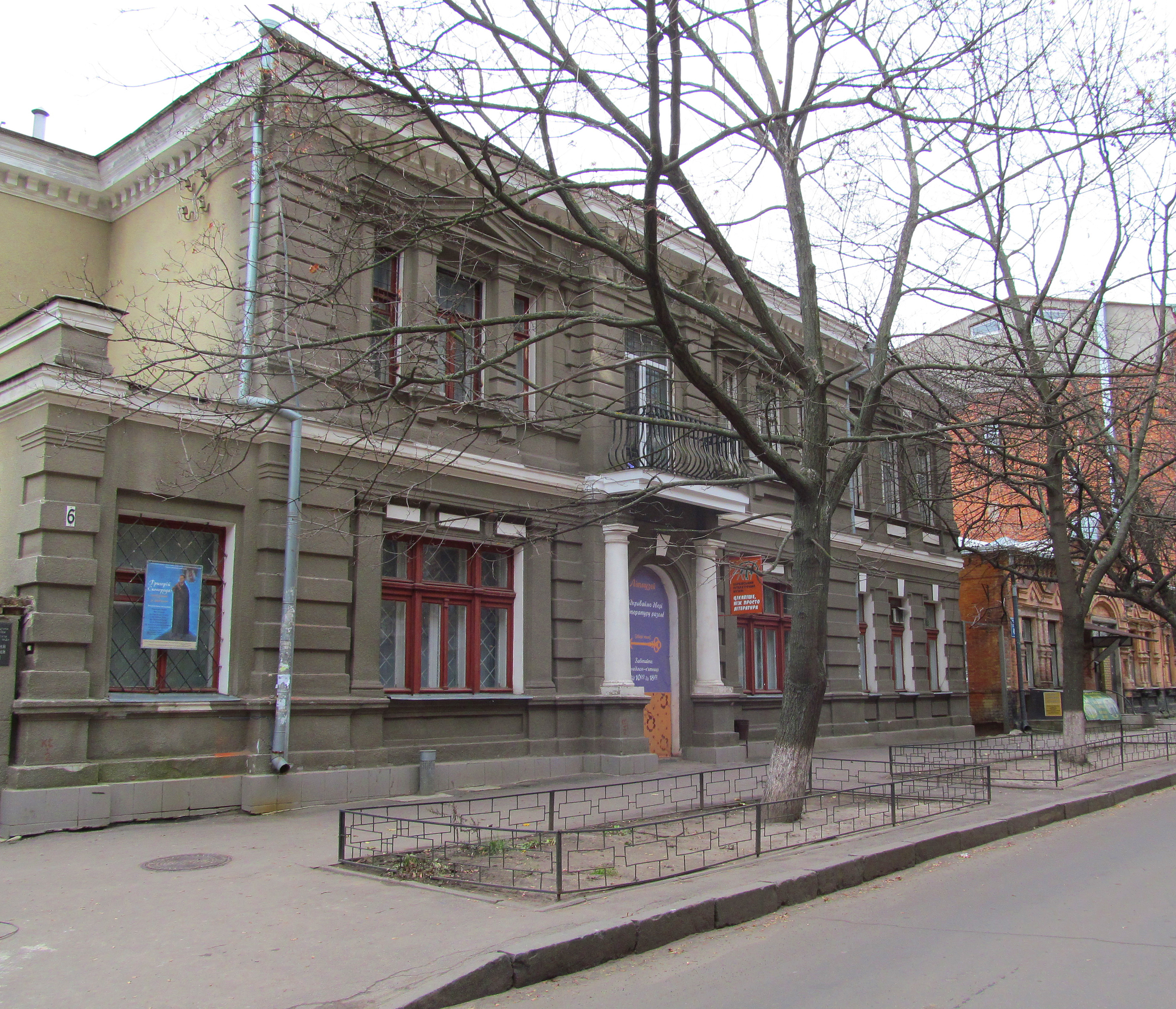
Будинок № 6. Харківський літературний музей

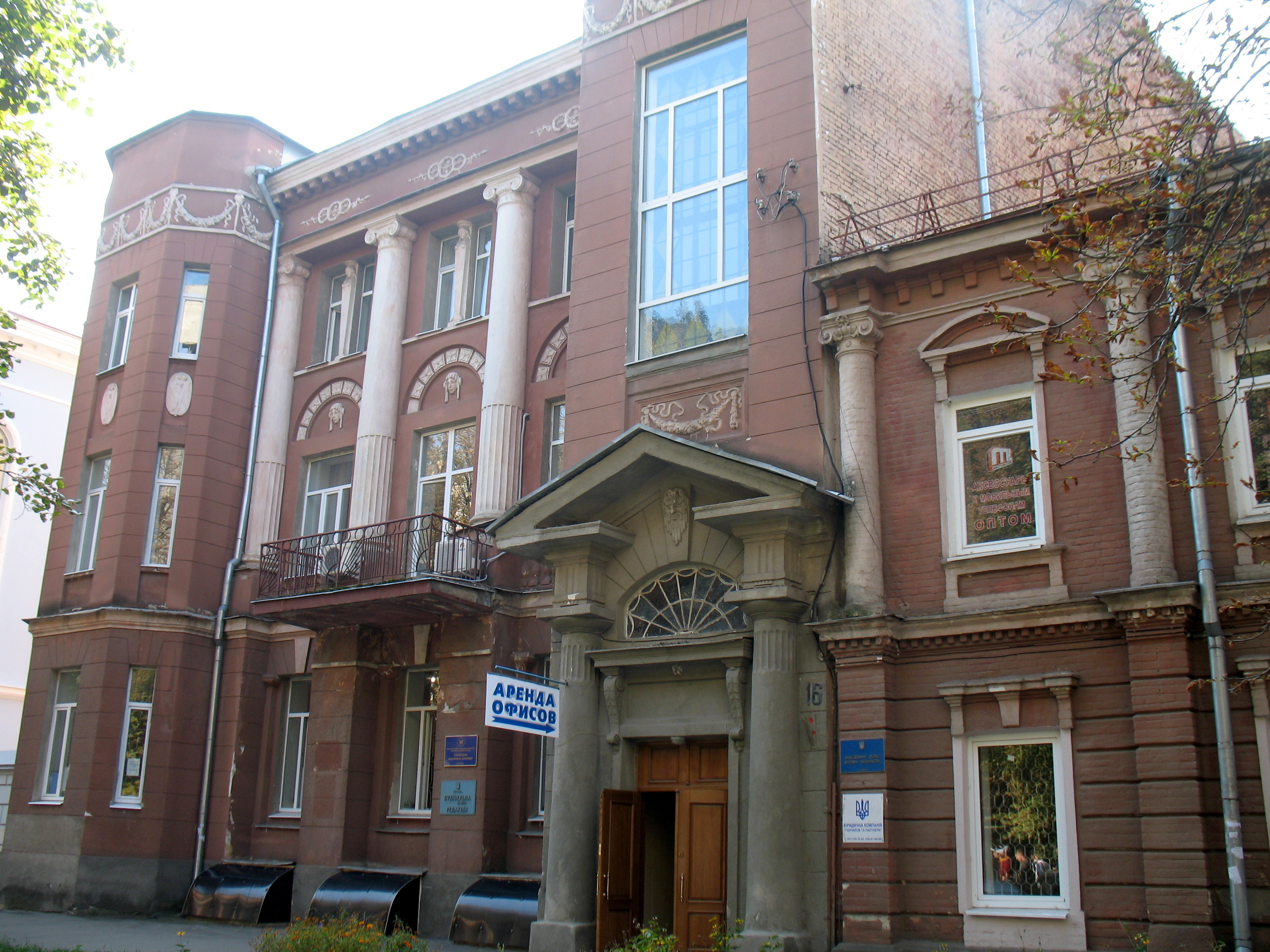
Будинок № 16

- Буд. № 5, 13 — Пам'ятки архітектури Харкова, житлові будинки невідомих архітекторів, поч. XX століття.
- Буд. № 6 — Особняк поч. XX ст. Нині тут розташований Харківський літературний музей. Одна з будівель музею (одноповерхова) колись належала архітекторові М. І. Ловцову.
- Буд. № 9 — Особняк поч. XX ст. У цьому будинку жив Д. І. Багалій.
- Буд. № 16 — Пам. арх. Житловий будинок арх. Ю. С. Цауне, 1911 р.
- Буд. № 17 — У будинку з 1948 по 1980 рік жив один із засновників української математичної школи, професор, члена-кореспондента Всеукраїнської Академії Наук Наум Ахієзер. 2018 року на будинку відкрита меморіальна дошка науковцю[2].